# Pheidole hyatti
Pheidole hyatti är en myrart som beskrevs av Carlo Emery 1895. Pheidole hyatti ingår i släktet Pheidole och familjen myror.

## Underarter
Arten delas in i följande underarter:
- P. h. hyatti
- P. h. solitanea

## Bildgalleri

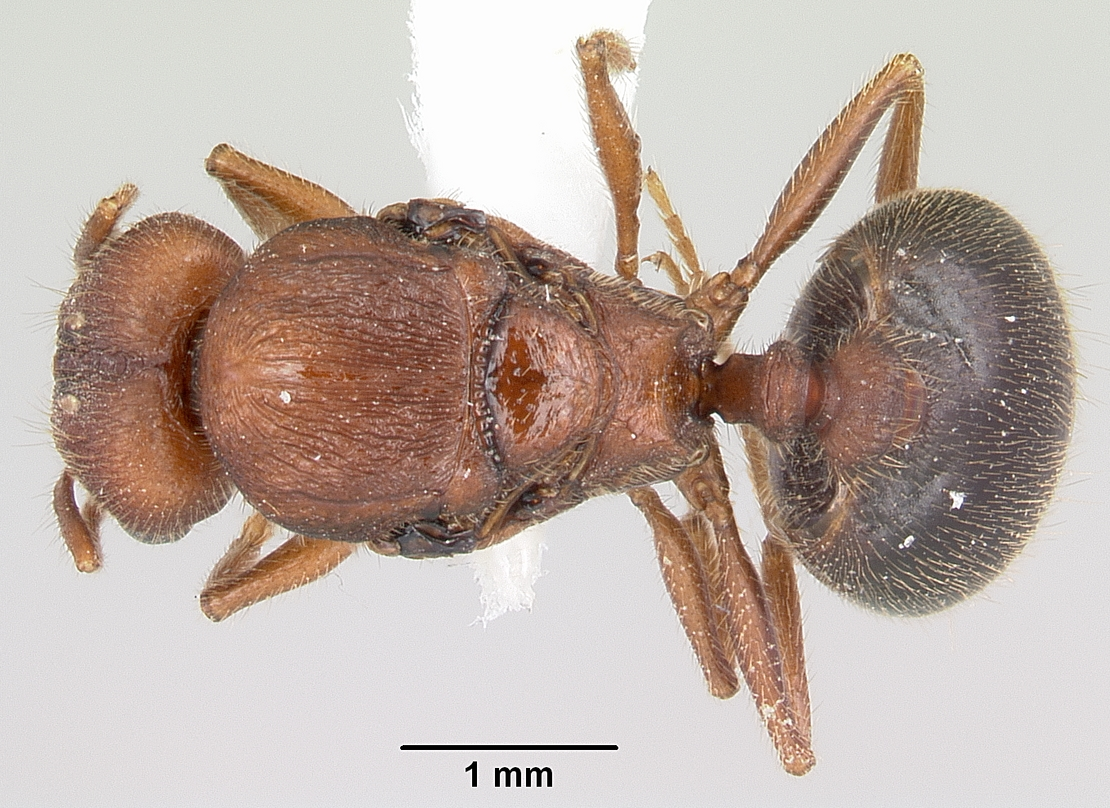
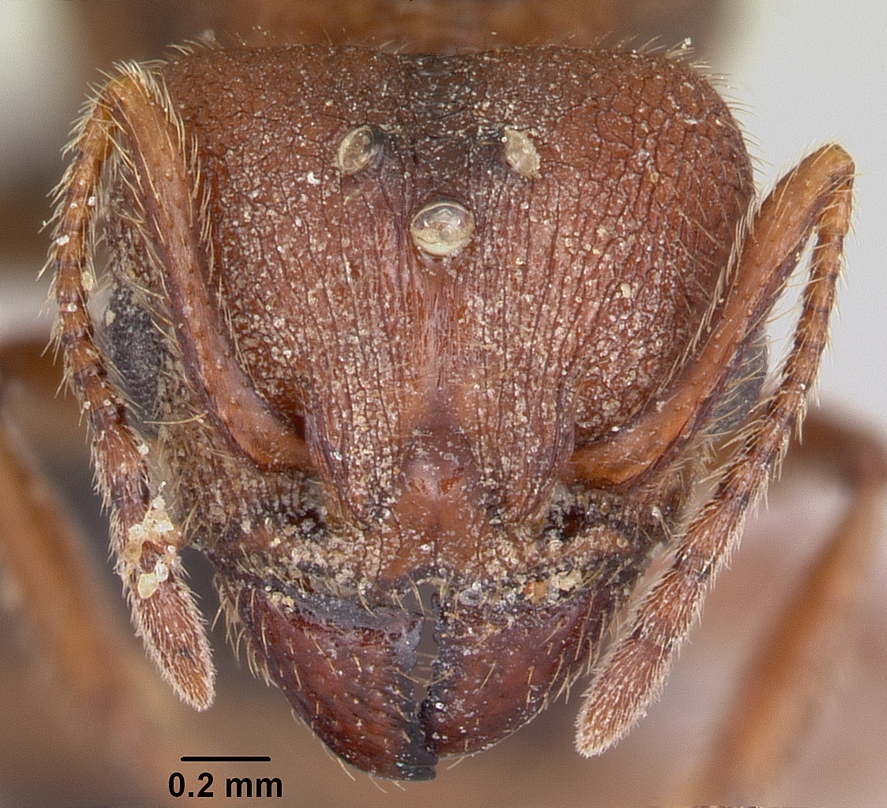
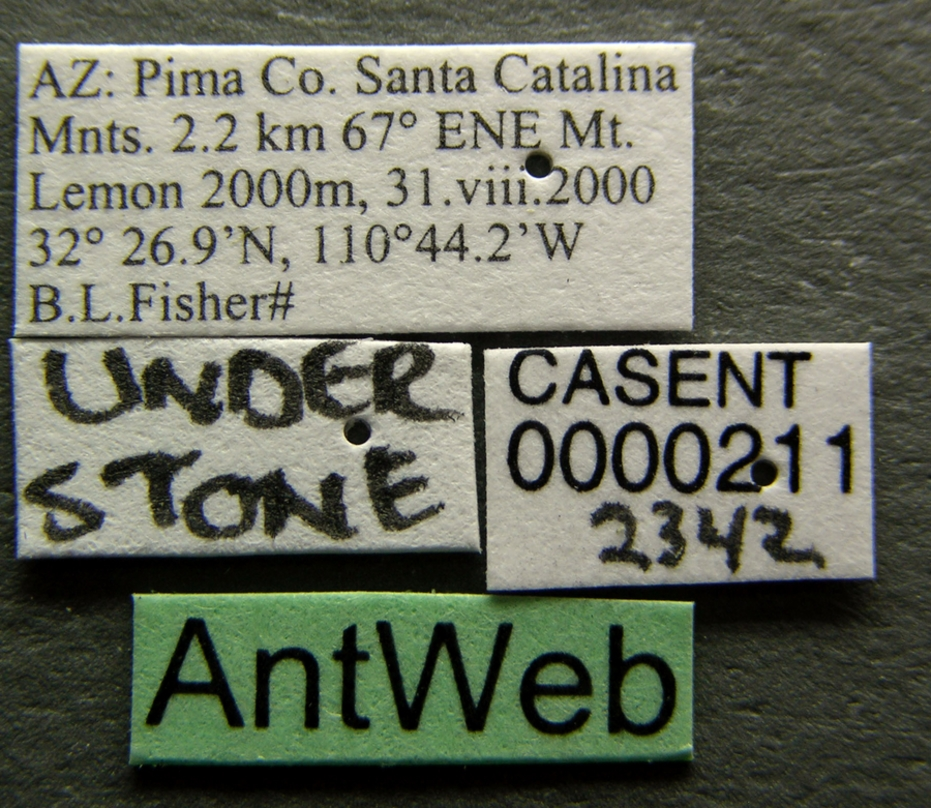
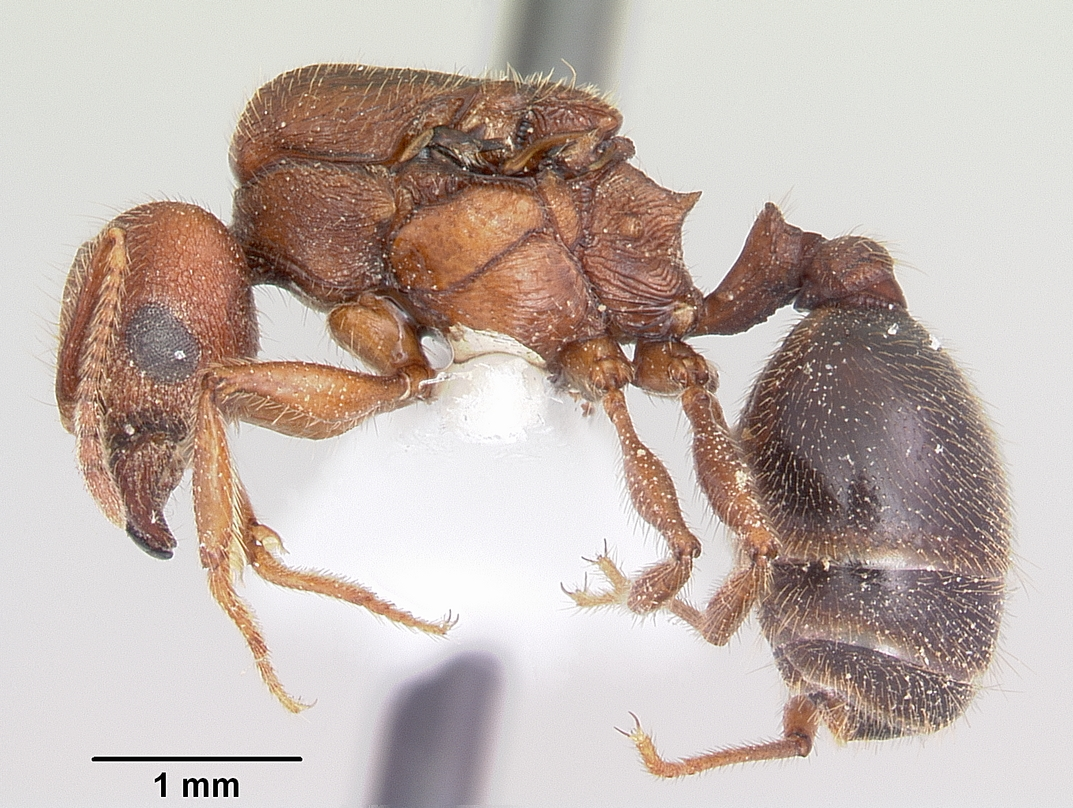
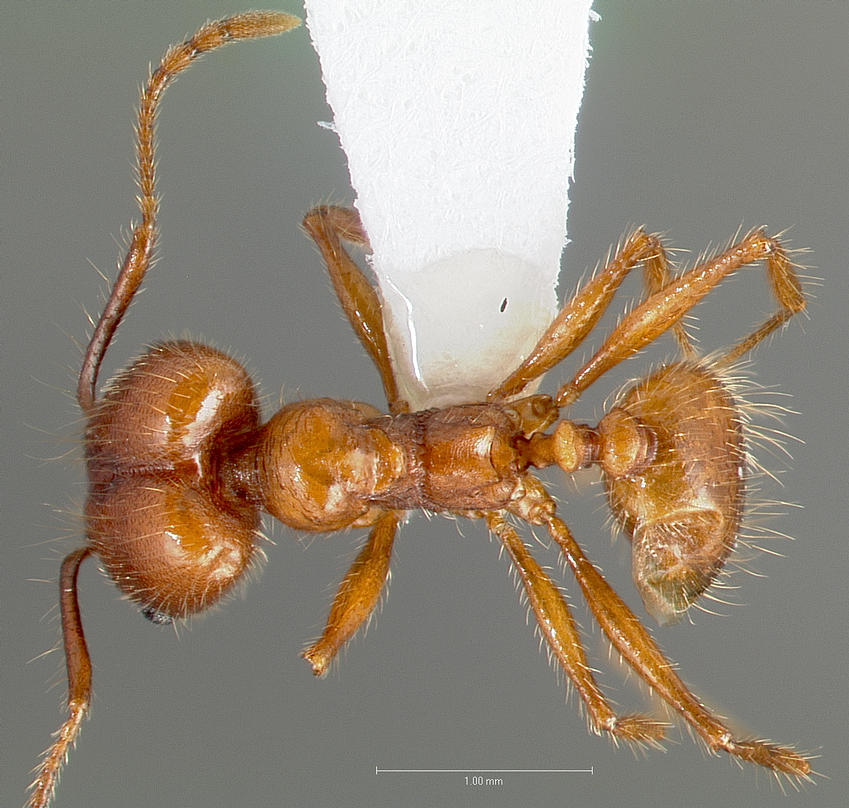
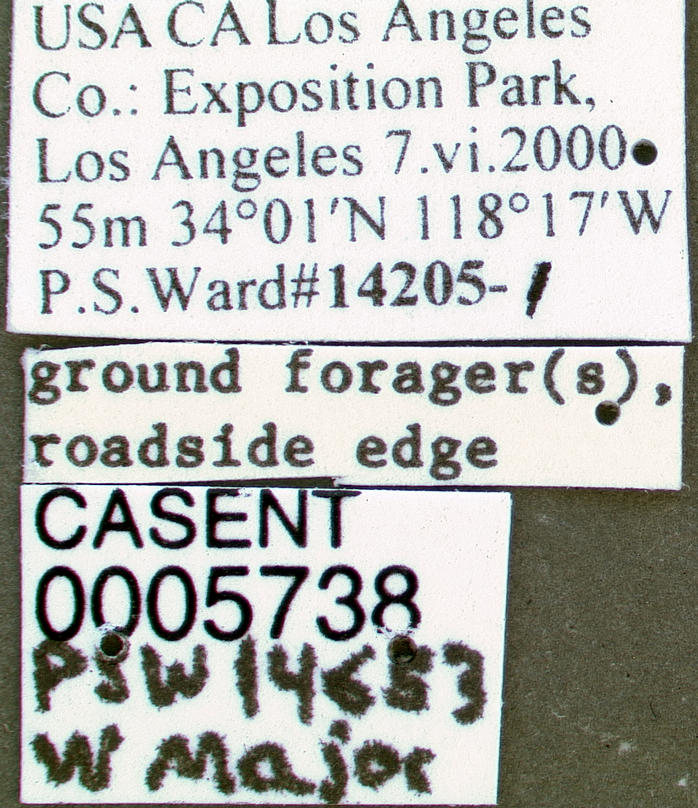